# The Dance We Do
The Dance We Do is de achtste aflevering van het zevende seizoen van de televisieserie ER, die voor het eerst werd uitgezonden op 7 december 2000.

## Verhaal
Dr. Greene heeft een biopsie ondergaan en hoort dat zijn hersentumor niet te opereren is. Hij heeft dit voor iedereen geheim gehouden maar besluit dit nu wel tegen dr. Corday te vertellen. 
Dr. Corday moet voorkomen voor haar aanklacht voor medisch fout handelen, zij liegt daar onder ede om zichzelf te redden.
Maggie, de moeder van Lockhart, heeft een sollicitatiegesprek bij een kledingwinkel en schopt daar een rel en slaat een ruit in. Dankzij Lockhart wordt er geen aangifte gedaan tegen haar, zij besluit om hierna Chicago te ontvluchten. 
Dr. Benton ontmoet Kynesha, de vriendin van zijn overleden neefje Jesse, en zij praat met de politie over de mogelijke verdachte van de moord op Jesse. Later komt Kynesha bij dr. Benton thuis voor hulp nu de verdachten wraak willen nemen voor haar praten. 

## Rolverdeling

### Hoofdrollen
- Anthony Edwards - Dr. Mark Greene
- Noah Wyle - Dr. John Carter
- Alex Kingston - Dr. Elizabeth Corday
- Goran Višnjić - Dr. Luka Kovac
- Michael Michele - Dr. Cleo Finch
- Erik Palladino - Dr. Dave Malucci
- Eriq La Salle - Dr. Peter Benton
- Elizabeth Mitchell - Dr. Kim Legaspi
- Maura Tierney - verpleegster Abby Lockhart
- Ellen Crawford - verpleegster Lydia Wright
- Laura Cerón - verpleegster Chuny Marquez
- Kyle Richards - verpleegster Dori
- Emily Wagner - ambulancemedewerker Doris Pickman
- Claudine Claudio - ambulancemedewerker Silva
- Kristin Minter - Randi Fronczak
- Sally Field - Maggie Wyczenski

### Gastrollen (selectie)
- Alan Dale - Al Patterson
- Joe Basile - politieagent Tom Bennini
- Toy Connor - Kynesha
- Mark Hutter - dokter die dr. Greene behandeld
- Roberta Valderrama - Stephanie
- Željko Ivanek - Bruce Resnick
- Aaron Braxton - rechercheur Miles
- Jennifer Buttell - Fran
- James Chisem - Weisel